# Toxin
Pour l’article ayant un titre homophone, voir Tocsin.
Toxin est un anti-héros (quelquefois décrit comme un super-vilain) évoluant dans l'univers Marvel de la maison d'édition Marvel Comics. Créé par le scénariste Peter Milligan et le dessinateur Clayton Crain (en), le personnage de fiction apparaît pour la première fois dans le premier épisode de la mini-série de comics Venom vs. Carnage, parue en septembre 2004. Il eut ensuite droit à sa propre mini-série de six épisodes.
Toxin est le troisième Symbiote d'importance apparu dans l'univers Marvel, le neuvième à apparaître hors de la saga Planet of the Symbiotes (en) et le seul que Spider-Man considère vraiment comme un allié, malgré quelques alliances avec Venom.
Le premier hôte du symbiote Toxin est l'ancien policier du NYPD Patrick Mulligan. Toxin s'est ensuite lié à Eddie Brock (Venom) en tant que deuxième hôte après la mort de Patrick Mulligan.

## Biographie du personnage

### Origines
Toxin est un symbiote extraterrestre, fils de Carnage, et petit-fils de Venom. Les Symbiotes se reproduisent en effet de façon asexuée, une fois par individu. Il est le 1000e symbiote de sa génération à être né ainsi, Venom étant le 998e et Carnage le 999e.
Ainsi, Carnage prit conscience qu'il était « enceint » d'un nouveau symbiote, tout comme l'avait été Venom de son propre symbiote auparavant. Cependant, avant même la naissance, il n'éprouvait que dégoût pour son futur nouveau-né, d'une part par crainte que ce nouveau symbiote devienne plus puissant que lui, et d'autre dégoûté à la simple idée d'être enceinte (Carnage étant normalement un mâle). Il se résolut donc d'éliminer sa progéniture dès la naissance. À l'inverse, Venom, qui apprit vite la nouvelle, prit le parti de protéger le nouveau symbiote, espérant le prendre sous son aile et en faire un partenaire. De plus, il était inquiet du risque que Toxin, étant le 1000e symbiote de leur génération, devienne psychotique. 
Après avoir vainement tenté d'empêcher la naissance, Carnage mit au monde le nouveau symbiote, baptisé « Toxin » par Venom. Trop faible pour pouvoir le tuer, il décida de le placer dans le premier hôte qu'il trouverait afin de le cacher à Venom, en attendant d'être assez fort pour le tuer. En effet, venant juste de naître, Toxin était encore trop faible pour former un costume autour de son hôte comme le faisaient déjà Venom et Carnage.
Le hasard voulut que le premier présent sur les lieux fut Patrick Mulligan, un policier marié et futur père de famille soucieux. Carnage implanta Toxin en lui, et attendit d'avoir regagné assez de force pour le tuer, mais l'intervention de Venom permit à Mulligan de s'échapper.
Au début, Mulligan ne comprit pas ce qui lui était arrivé, jusqu'à ce que le symbiote grandisse suffisamment pour gagner une conscience et être capable de former un costume. Les assauts de Carnage sur Gina, son épouse, et Edward, son fils, lui firent cependant vite comprendre que le symbiote qu'il portait représentait un danger pour sa famille. Il affronta finalement Carnage, et le vainquit, mais ne put se résoudre à le tuer. Venom se rendit compte que Mulligan s'opposerait à lui, et s'allia finalement à Carnage pour supprimer Toxin et son hôte.
Avec l'aide de Spider-Man et de la Chatte Noire, Mulligan réussit à les vaincre, mais, inquiet de sa capacité à maîtriser les instincts meurtriers du symbiote, choisit de s'éloigner de sa femme et de son fils nouveau-né pour les protéger et de quitter la police.

### Parcours
Toxin mena une vie en solitaire pendant un bon moment, durant laquelle Spider-Man, alors membre des New Avengers, le chargea d'arrêter plusieurs criminels évadés. Ainsi, Toxin vainquit et arrêta King Cobra, puis, plus tard, le Démolisseur et le Compresseur.
Les choses se compliquèrent cependant lorsqu'il fut envoyé arrêter Razorfist. En effet, lassé de devoir sans cesse lutter contre les instincts de son symbiote, qui avait une personnalité propre et dialoguait avec lui, Mulligan tenta de se suicider en se jetant sous un train. Le symbiote intervint alors pour le sauver, lui affirmant qu'au fond, il ne voulait pas mourir. Patrick prit conscience ainsi que, contrairement aux symbiotes de Venom et Carnage, Toxin ne se pensait pas capable de survivre et de trouver un nouvel hôte si Mulligan périssait.
Il finit par trouver un accord avec son symbiote pour l'intérêt de tous les deux. Cependant, il s'ensuivit le meurtre du père de Mulligan par Razorfist. Surveillé de son plein gré par Spider-Man, Toxin rattrapa Razorfist, et le vainquit avec une grande facilité. Résistant à l'instinct de son symbiote, il refusa de tuer le criminel et l'envoya en prison. Après quoi, il préféra retourner avec sa famille, et leur révéla l'existence de son symbiote pour leur expliquer son départ.
Eddie Brock devint ensuite Toxin et voulut tuer Flash Thompson, qui était entre-temps devenu le nouveau Venom, en s'alliant aux Savage Six. Brock finit par assurer à Flash qu'il le tuerait s'il ne gardait pas le contrôle du symbiote.
Par la suite, le symbiote se lie à l’adolescent Bren Waters, qui combat Guardsman (en) sans se douter qu’il s’agit de son propre père.

## Aspects du symbiote
Toxin forme, comme tous les symbiotes, une sorte de « costume » vivant autour de Mulligan. Ce costume donne à ce dernier des mains plus larges et presque griffues. La partie inférieure du costume, des jambes à l'abdomen, ainsi que les mains sont de couleur noire tandis que le torse, les bras et la tête sont rouges.
Les bords de la partie rouge possèdent des filaments-tentacules, similaires à ceux de Carnage. Les yeux sont recouverts par des « lentilles » blanches semblables à celles de Spider-Man, bien que plus recourbées à l'extrémité. 
Lorsqu'il n'est ni en train de se battre ni affamé, il n'a pas de bouche et possède une constitution plutôt ordinaire, similaire à celle de Carnage ou de Spider-man en noir. Cependant, lorsqu'il se bat ou est en colère, les traits du symbiote tendent à prendre le dessus, lui donnant un aspect plus proche de Venom, avec une musculature plus développée, une bouche pleine de crocs acérés et des vraies griffes.

## Pouvoirs et capacités
L’ensemble des capacités surhumaines de Toxin découlent de son symbiote, dont les propres capacités ont été héritées de Spider-Man par l’intermédiaire successif de ces « ancêtres » symbiotes Venom et Carnage.
Toxin possède à peu près les mêmes facultés que Venom et Carnage : force, agilité et réflexes surhumains, projection naturelle et illimitée de toile symbiotique, escalade de toutes les surfaces, régénération rapide des blessures.
Sa force est estimée supérieure à celles de Venom et Carnage combinées, et il s'est avéré capable de vaincre le Démolisseur et le Compresseur réunis. Selon le site officiel, il peut soulever 90 tonnes.
Comme Carnage, Toxin peut former des armes comme des haches ou des lames à partir de son symbiote, mais en moins efficace. Comme Venom, il peut aussi changer radicalement son apparence en celle d'une autre personne et se camoufler à la façon d'un caméléon. Ses sens sont également très développés, puisqu'il peut sentir et pister, non seulement les autres symbiotes, mais aussi tout autre individu, à travers Manhattan et plus loin, pourvu qu'il ait un objet ayant appartenu à la personne. 
À l'inverse de Venom et Carnage, Toxin ne peut pas se détacher du corps de son hôte, ou du moins ne se penserait pas capable de se débrouiller pour en trouver un nouveau, ce qui signifie que la mort de Mulligan entraînerait celle de son symbiote. Il est probablement sensible aux ondes sonores et au feu et n'est pas immunisé aux pulsions violentes : il peut agir très violemment lorsqu'il s'agit de combattre le crime, même des crimes mineurs. Mulligan lutte constamment contre cette part des instincts du symbiote pour éviter de commettre des meurtres, bien que son symbiote tente souvent de le convaincre de recourir à des méthodes plus expéditives.
Contrairement aux autres symbiotes, Toxin ne cherche pas à prendre le dessus sur son hôte. Au lieu de cela, il pense et donne son opinion, dialoguant mentalement avec lui là où les esprits des symbiotes précédents se mélangeaient à ceux de leurs hôtes. Étant particulièrement jeune, il tend à se montrer totalement immature, avec une attitude proche d'un adolescent, désirant jouer et refusant à une occasion d'aider Mulligan parce qu'il le trouvait trop tyrannique (bien qu'il s'excuse peu après). Finalement, tous deux arrivent à un accord, et coopèrent calmement.

## Publications du personnage
- Venom vs. Carnage #1-4 (2004, Marvel Comics), traduit dans Spider-Man Hors-Série no 18 (Panini)
- Toxin #1-6 (Marvel, 2005), traduit dans l'album Toxin de Panini.
- Spider-Man Universe de Panini Comics.
- Venom vs. Toxine : La nuit des tueurs de symbiotes de Panini Comics (Marvel Dark)